# Aarnout Loudon
Jonkheer Aarnout Alexander Loudon ('s-Gravenhage, 10 december 1936 – aldaar, 9 september 2021) was een Nederlands topfunctionaris en politicus, stammend uit de adellijke tak van de familie Loudon, een bekend geslacht van diplomaten en ondernemers.

## De oorlog
Tijdens de Japanse bezetting van Nederlands-Indië zat Loudon geïnterneerd in diverse jappenkampen, waaronder Tjideng. Hij mocht meenemen wat hij zelf kon dragen. Zijn moeder liet hem een bronzen paard meenemen als aandenken aan zijn vader Hugo Loudon (1908-1944). Zijn vader overleefde de oorlog niet. In 2006 maakte Loudon deel uit van het comité dat de eerste Nederlandse Veteranendag in Den Haag organiseerde. Na 2007 droeg hij het voorzitterschap over aan Boele Staal.

## Loopbaan
Na zijn studie rechten aan de Rijksuniversiteit Utrecht en het vervullen van zijn dienstplicht bij de Artillerie en de Gele Rijders trouwde Loudon in 1962 met Thalita Boon (1939). Ze kregen twee zonen. Hij was een enthousiast ruiter en reed cross-country en Concours Hippiques, deed veel aan dressuur en kwam in het Nederlands jeugdteam. Later reed hij vossenjachten en werd hij lid van het bestuur van de Koninklijke Nederlandsche Jachtvereeniging (KNJV).
Loudon werkte van 1964 tot 1969 bij de Bank Mees & Hope en van 1969 tot 1994 bij het Akzo-concern, waar hij in 1982 voorzitter van de raad van bestuur werd als voorganger van Kees van Lede. Loudon was tevens bestuurder van het VNO, waarvan Van Lede in de jaren tachtig voorzitter was.
Na zijn pensionering was Loudon van 1995 tot 1999 Eerste Kamerlid voor de VVD. Als zodanig was hij woordvoerder energie en milieu. Verder bekleedde hij diverse commissariaten. Hij was commissaris bij Hoogovens, Shell, ABN Amro, HBG, De Nederlandsche Bank, Arcadis en AkzoNobel, lid van de raad van advies van de Duitse verzekeringsreus Allianz en vicevoorzitter van Vereniging Rembrandt. Hij stopte vanwege de Code-Tabaksblat als president-commissaris van ABN Amro en Akzo Nobel. Verder was hij adviseur van The Conference Board in New York, een internationale denktank. In juni 2008 eindigde zijn laatste commissariaat, bij het Concertgebouw.
Aarnout Loudon was
- Ridder in de Orde van de Nederlandse Leeuw
- Commandeur in de Orde van Oranje-Nassau
- Grootofficier in de Orde van Verdienste van Portugal
- Commandeur in de Orde van het Zuiderkruis van Brazilië

## Persoonlijk
Loudons vader, die in de oorlog op 35-jarige leeftijd aan boord van een schip met krijgsgevangenen in Nederlands-Indië om het leven kwam, was jhr. Hugo Alexander Loudon (1908-1944). Zijn moeder was Henriëtte Arnoldine Snouck Hurgronje (1912-1994), die in 1947 hertrouwde met mr. Gijs baron van Hardenbroek, heer van kasteel Hardenbroek (1902-1960), later thesaurier en opperceremoniemeester van koningin Juliana en lid van de Hoge Raad van Adel. Sinds zij in 1994 overleed is kasteel Hardenbroek in bezit van haar tweede zoon Francis Loudon, de anderhalf jaar jongere broer van Aarnout Loudon. Hij trouwde in 1962 met Talitha Adine Charlotte Boon, dochter van schrijver en diplomaat dr. Hendrik Nicolaas Boon (1911-1991) met wie hij twee zonen kreeg.
Loudon was een liefhebber van de slipjacht.
In september 2021 overleed Loudon na een kort ziekbed.